# Slievecallan

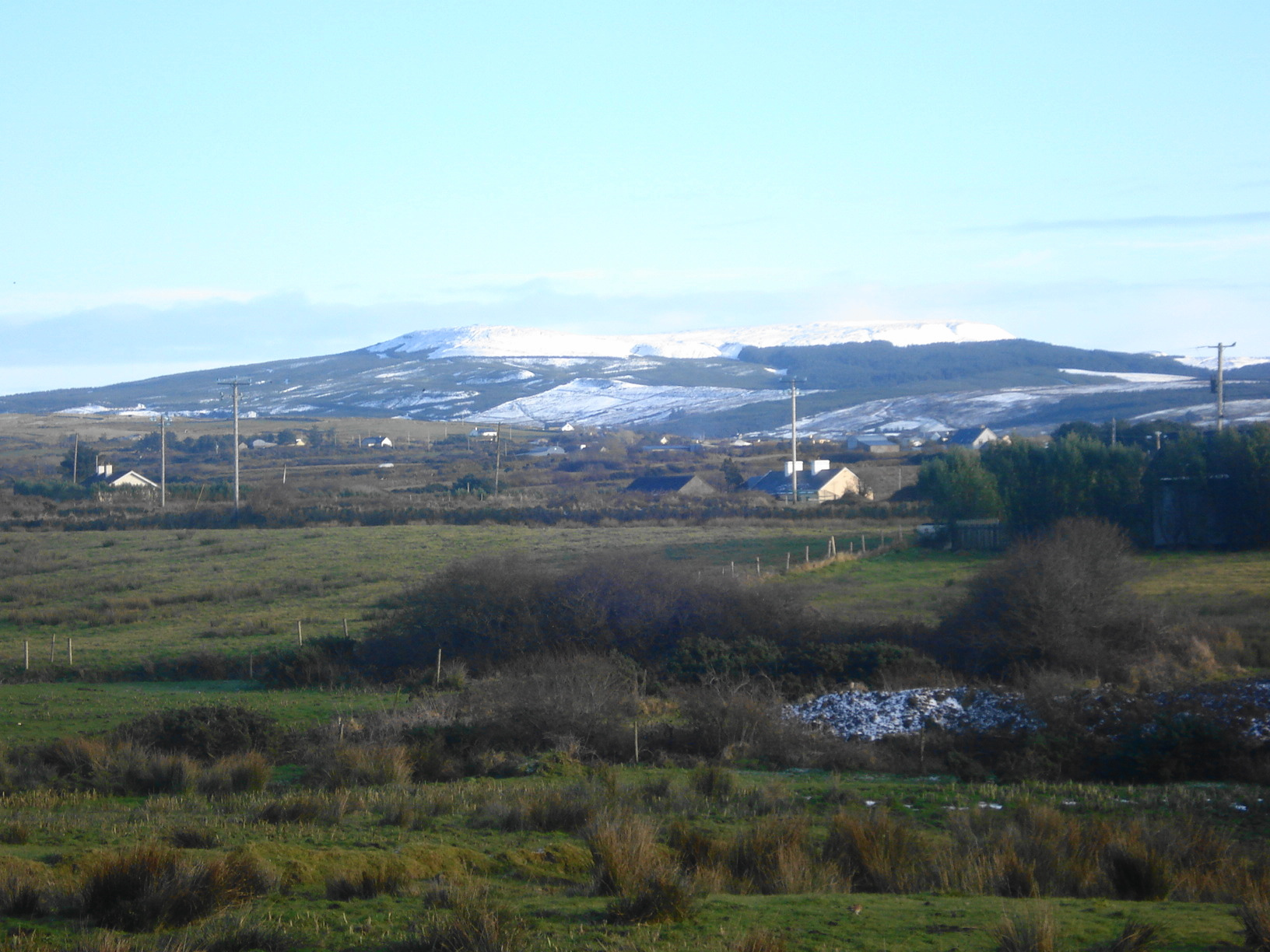
Slievecallan (Mount Callan) in wintertooi in januari 2010

Slievecallan (Engels: Mount Callan) is een berg van 391 meter hoog. Het is qua hoogte de derde berg van County Clare.
De berg ligt ongeveer midden in de driehoek gevormd door Milltown Malbay, Inagh en Connolly in het westen van County Clare. Vanaf Milltown Malbay loopt de regionale weg R474 zuidelijk langs Slievecallan naar Connolly en Ennis terwijl de R460 noordelijk langs de berg loopt naar Inagh (aansluiting op de N85) en Gort.
Op Slievecallan zijn verschillende archeologische vondsten gedaan, die echter vrijwel alle nog onverklaard zijn of slechts controversiële verklaringen hebben.
Slievecallan heeft een nat zeeklimaat en ontvangt gemiddeld 2000 millimeter regen per jaar. Vanwege de nabijheid van de oceaan en de prominentie van de berg is de gemiddelde windsnelheid er hoog. Geologisch bekeken bestaat de bodem uit mengels van gley, venige gley en veen over lagen schalie, zandsteen en mudstone uit het Carboon. Deze grond is arm aan voedingsstoffen.

De natuurlijke vegetatie zou, zonder menselijke ingrepen, hebben bestaat uit essen (Fraxinus excelsior) op de basische gronden  en eiken (Quercus petraea) en hazelaar (Corylus avellana) op de zuurdere gronden. Tegenwoordig is de meeste grond in gebruik als weidegrond, heide en bosbouw (met name van de sitkaspar (Picea sitchensis)).